# Record lituani del nuoto
I record lituani del nuoto sono i tempi più veloci mai nuotati in una competizione, da un nuotatore rappresentante la Lituania.
(Dati aggiornati al 27 giugno 2024)

## Vasca lunga (50m)

### Uomini
| Gara                     | Tempo    | +  | Atleta | Data             | Evento                           | Luogo                        | Ref    |
| ------------------------ | -------- | -- | --- | ---------------- | -------------------------------- | ---------------------------- | ------ |
| Stile libero             |          |    | |                  |                                  |                              |        |
| 50 m                     | 21"70    |    | Simonas Bilis | 8 agosto 2018    | Campionati europei               | Glasgow, Regno Unito         | [ 1 ]  |
| 100 m                    | 48"04    |    | Danas Rapšys | 19 giugno 2024   | Campionati europei               | Belgrado, Serbia             | [ 2 ]  |
| 200 m                    | 1'44"38  |    | Danas Rapšys | 17 agosto 2019   | Coppa del mondo                  | Singapore, Singapore         | [ 3 ]  |
| 400 m                    | 3'43"36  |    | Danas Rapšys | 12 maggio 2019   | FINA Champions Swim Series       | Budapest, Ungheria           | [ 4 ]  |
| 800 m                    | 7'59"34  |    | Danas Rapšys | 15 aprile 2019   | Swim Open Stockholm              | Stoccolma, Svezia            | [ 5 ]  |
| 1500 m                   | 15'21"69 |    | Džiugas Miškinis | 15 dicembre 2023 | Greek Winter Championships       | Atene, Grecia                |        |
| Dorso                    |          |    | |                  |                                  |                              |        |
| 50 m                     | 24"68    |    | Mantas Kauspedas | 3 luglio 2024    | Campionati europei giovanili     | Vilnius, Lituania            | [ 6 ]  |
| 100 m                    | 53"79    |    | Danas Rapšys | 28 maggio 2017   | Campionati internazionali rumeni | Bucarest, Romania            | [ 7 ]  |
| 200 m                    | 1'56"11  | sf | Danas Rapšys | 27 luglio 2017   | Campionati mondiali              | Budapest, Ungheria           | [ 8 ]  |
| Rana                     |          |    | |                  |                                  |                              |        |
| 50 m                     | 27"20    | sf | Giedrius Titenis | 4 agosto 2015    | Campionati mondiali              | Kazan', Russia               | [ 9 ]  |
| 100 m                    | 58"96    | sf | Giedrius Titenis | 2 agosto 2015    | Campionati mondiali              | Kazan', Russia               | [ 10 ] |
| 200 m                    | 2'07"80  |    | Giedrius Titenis | 31 luglio 2009   | Campionati mondiali              | Roma, Italia                 | [ 11 ] |
| Farfalla                 |          |    | |                  |                                  |                              |        |
| 50 m                     | 23"58    | b  | Tadas Duškinas | 25 aprile 2019   | Campionati lituani               | Kaunas, Lituania             | [ 12 ] |
| 100 m                    | 52"46    |    | Tajus Juska | 6 aprile 2025    | Campionati lituani               | Vilnius, Lituania            | [ 13 ] |
| 200 m                    | 2'00"63  | b  | Deividas Margevičius | 25 luglio 2017   | Campionati mondiali              | Budapest, Ungheria           | [ 14 ] |
| Misti                    |          |    | |                  |                                  |                              |        |
| 200 m                    | 1'59"14  |    | Danas Rapšys | 16 agosto 2019   | Coppa del mondo                  | Singapore, Singapore         | [ 15 ] |
| 400 m                    | 4'19"65  |    | Vytautas Janušaitis | 10 giugno 2009   | Mare Nostrum                     | Canet-en-Roussillon, Francia | [ 16 ] |
| Staffette a stile libero |          |    | |                  |                                  |                              |        |
| 4×100 m                  | 3'16"47  | b  | Squadra nazionale Vytautas Janušaitis (49"50) Paulius Viktoravičius (48"01) Mindaugas Sadauskas (48"90) Mindaugas Margis (50"06) | 26 luglio 2009   | Campionati mondiali              | Roma, Italia                 | [ 17 ] |
| 4×200 m                  | 7'08"04  |    | Squadra nazionale Tomas Navikonis (1'47"42) Tomas Lukminas (1'47"66) Kristupas Trepocka (1'48"06) Danas Rapsys (1'44"90)         | 17 giugno 2024   | Campionati europei               | Belgrado, Serbia             | [ 18 ] |
| Staffetta mista          |          |    | |                  |                                  |                              |        |
| 4×100 m                  | 3'35"30  | b  | Squadra nazionale Danas Rapšys (54"80) Andrius Šidlauskas (58"80) Deividas Margevičius (52'"29) Simonas Bilis (47'"81)           | 9 agosto 2018    | Campionati europei               | Glasgow, Regno Unito         | [ 19 ] |

Legenda:  - Record del mondo;  - Record europeo;

Record non ottenuti in finale: (b) - batteria; (sf) - semifinale; (s) - staffetta prima frazione.

### Donne
| Gara                     | Tempo    | +               | Atleta | Data             | Evento                         | Luogo                      | Ref    |
| ------------------------ | -------- | --------------- | --- | ---------------- | ------------------------------ | -------------------------- | ------ |
| Stile libero             |          |                 | |                  |                                |                            |        |
| 50 m                     | 25"04    |                 | Rūta Meilutytė | 3 agosto 2018    | Campionati europei             | Glasgow, Regno Unito       |        |
| 100 m                    | 54"74    |                 | Smiltė Plytnykaitė | 15 aprile 2023   | Campionati lituani             | Kaunas, Lituania           |        |
| 200 m                    | 1'59"13  | b               | Silvija Statkevičius | 14 maggio 2024   | Campionati canadesi            | Toronto, Canada            | [ 20 ] |
| 400 m                    | 4'19"05  |                 | Jūratė Ščerbinskaitė | 2 febbraio 2014  | Meet Internazionale di Nizza   | Nizza, Francia             | [ 21 ] |
| 800 m                    | 8'55"23  |                 | Silvija Statkevičius | 3 marzo 2022     | Meeting di preparazione        | Toronto, Canada            |        |
| 1500 m                   | 17'27"11 |                 | Silvija Statkevičius | 24 aprile 2022   | Campionati del Canada dell'Est | Pointe-Claire, Canada      |        |
| Dorso                    |          |                 | |                  |                                |                            |        |
| 50 m                     | 28"76    | sf              | Justine Murdock | 19 giugno 2024   | Campionati europei             | Belgrado, Serbia           | [ 22 ] |
| 100 m                    | 1'01"59  | sf              | Justine Murdock | 21 giugno 2024   | Campionati europei             | Belgrado, Serbia           |        |
| 200 m                    | 2'11"56  |                 | Ugnė Mažutaitytė | 8 dicembre 2019  | U.S. Open                      | Atlanta, Stati Uniti       |        |
| Rana                     |          |                 | |                  |                                |                            |        |
| 50 m                     | 29"16    | Record mondiale | Rūta Meilutytė | 30 luglio 2023   | Campionati mondiali            | Fukuoka, Giappone          |        |
| 100 m                    | 1'04"35  | sf              | Rūta Meilutytė | 29 luglio 2013   | Campionati mondiali            | Barcellona, Spagna         | [ 23 ] |
| 200 m                    | 2'22"86  |                 | Kotryna Teterevkova | 5 agosto 2023    | Universiadi                    | Chengdu, Cina              |        |
| Farfalla                 |          |                 | |                  |                                |                            |        |
| 50 m                     | 26"64    |                 | Smiltė Plytnykaitė | 3 aprile 2025    | Campionati lituani             | Vilnius, Lituania          | [ 24 ] |
| 100 m                    | 1'00"54  | sf              | Beatričė Kanapienytė | 8 luglio 2016    | Campionati europei giovanili   | Hódmezővásárhely, Ungheria | [ 25 ] |
| 200 m                    | 2'16"52  |                 | Erika Pašakinskaitė | 4 maggio 2024    | SE London Summer Championships | Londra, Regno Unito        |        |
| Misti                    |          |                 | |                  |                                |                            |        |
| 200 m                    | 2'12"32  |                 | Rūta Meilutytė | 29 agosto 2013   | Campionati mondiali giovanili  | Dubai, Emirati Arabi Uniti | [ 26 ] |
| 400 m                    | 4'55"85  |                 | Kotryna Teterevkova | 20 aprile 2022   | Campionati lituani             | Klaipeda, Lituania         |        |
| Staffette a stile libero |          |                 | |                  |                                |                            |        |
| 4×100 m                  | 3'44"01  |                 | Squadra nazionale Sylvia Statkevicius (56"03) Patricija Geriksonaitė (56"72) Marija Romanovskaja (56"32) Smiltė Plytnykaitė (54"94)        | 8 settembre 2023 | Campionati mondiali giovanili  | Netanya, Israele           |        |
| 4×200 m                  | 8'02"15  |                 | Squadra nazionale Ieva Jurkūnaitė (2'00"56) Sylvia Statkevicius (1'59"32) Ieva Visockaitė (2'01"10) Ieva Nainyte (2'01"17)                 | 3 luglio 2025    | Campionati europei giovanili   | Šamorín, Slovacchia        |        |
| Staffetta mista          |          |                 | |                  |                                |                            |        |
| 4×100 m                  | 4'12"27  |                 | Squadra nazionale Patricija Geriksonaitė (1'04"43) Kotryna Teterevkova (1'07"50) Radvilė Kerševičiūtė (1'04"71) Smiltė Plytnykaitė (55"63) | 4 marzo 2023     | Campionati baltici             | Riga, Lettonia             |        |

Legenda:  - Record del mondo;  - Record europeo;

Record non ottenuti in finale: (b) - batteria; (sf) - semifinale; (s) - staffetta prima frazione.

### Mista
| Gara                     | Tempo   | + | Atleta | Data             | Evento                        | Luogo             | Ref |
| ------------------------ | ------- | - | --- | ---------------- | ----------------------------- | ----------------- | --- |
| Staffetta a stile libero |         |   | |                  |                               |                   |     |
| 4x100 m                  | 3'35"88 |   | Squadra nazionale Rokas Jazdauskas (50"76) Kristupas Trepocka (50"13) Smiltė Plytnykaitė (55"16) Sylvia Statkevičius                     | 6 settembre 2023 | Campionati mondiali giovanili | Netanya, Israele  |     |
| Staffetta mista          |         |   | |                  |                               |                   |     |
| 4x100 m                  | 3'50"23 |   | Squadra nazionale giovanile Mantas Kauspedas (54"68) Smilte Plytnykaite (1'07"38) Kristupas Trepocka (52"95) Sylvia Statkevicius (55"22) | 5 luglio 2024    | Campionati europei giovanili  | Vilnius, Lituania |     |

Legenda:  - Record del mondo;  - Record europeo;

Record non ottenuti in finale: (b) - batteria; (sf) - semifinale; (s) - staffetta prima frazione.

## Vasca corta (25m)

### Uomini
| Gara                     | Tempo    | +      | Atleta | Data             | Evento                | Luogo                   | Ref    |
| ------------------------ | -------- | ------ | --- | ---------------- | --------------------- | ----------------------- | ------ |
| Stile libero             |          |        | |                  |                       |                         |        |
| 50 m                     | 20"98    |        | Simonas Bilis | 6 dicembre 2019  | Campionati europei    | Glasgow, Regno Unito    |        |
| 100 m                    | 46"11    |        | Simonas Bilis | 16 dicembre 2018 | Campionati mondiali   | Hangzhou, Cina          |        |
| 200 m                    | 1'40"85  |        | Danas Rapšys | 14 dicembre 2017 | Campionati europei    | Copenaghen, Danimarca   |        |
| 400 m                    | 3'33"20  |        | Danas Rapšys | 4 dicembre 2019  | Campionati europei    | Glasgow, Regno Unito    |        |
| 800 m                    | 7'57"72  | [ 27 ] | Danas Rapšys | 21 dicembre 2017 | Campionati lituani    | Anykščiai, Lituania     |        |
| 1500 m                   | 15'17"66 |        | Povilas Strazdas | 20 dicembre 2013 | Campionati lituani    | Anykščiai, Lituania     | [ 28 ] |
| Dorso                    |          |        | |                  |                       |                         |        |
| 50 m                     | 23"67    |        | Mantas Kauspedas | 9 ottobre 2024   | Porthsmouth Meet 2024 | Portsmouth, Regno Unito | [ 29 ] |
| 100 m                    | 50"95    | sf     | Danas Rapšys | 3 dicembre 2014  | Campionati mondiali   | Doha, Qatar             | [ 30 ] |
| 200 m                    | 1'49"06  |        | Danas Rapšys | 13 dicembre 2017 | Campionati europei    | Copenaghen, Danimarca   |        |
| Rana                     |          |        | |                  |                       |                         |        |
| 50 m                     | 26"22    |        | Andrius Šidlauskas | 29 ottobre 2021  | Coppa del Mondo       | Kazan', Russia          |        |
| 100 m                    | 57"02    |        | Giedrius Titenis | 5 dicembre 2015  | Campionati europei    | Netanya, Israele        | [ 31 ] |
| 200 m                    | 2'05"14  | b      | Andrius Šidlauskas | 30 ottobre 2021  | Coppa del Mondo       | Kazan', Russia          | [ 32 ] |
| Farfalla                 |          |        | |                  |                       |                         |        |
| 50 m                     | 22"70    |        | Deividas Margevičius | 6 agosto 2017    | Coppa del Mondo       | Berlino, Germania       | [ 33 ] |
| 100 m                    | 50"79    |        | Danas Rapšys | 22 dicembre 2017 | Campionati lituani    | Anykščiai, Lituania     |        |
| 200 m                    | 1'53"83  | b      | Deividas Margevičius | 11 dicembre 2018 | Campionati mondiali   | Hangzhou, Cina          |        |
| Misti                    |          |        | |                  |                       |                         |        |
| 100 m                    | 52"35    |        | Vytautas Janušaitis | 14 novembre 2009 | Coppa del Mondo       | Berlino, Germania       | [ 34 ] |
| 200 m                    | 1'52"22  |        | Vytautas Janušaitis | 10 dicembre 2009 | Campionati europei    | Istanbul, Turchia       | [ 35 ] |
| 400 m                    | 4'05"85  |        | Vytautas Janušaitis | 26 novembre 2010 | Campionati europei    | Eindhoven, Paesi Bassi  | [ 36 ] |
| Staffette a stile libero |          |        | |                  |                       |                         |        |
| 4×50 m                   | 1'25"89  |        | Squadra nazionale Paulius Viktoravičius (22"14) Giedrius Titenis (21"33) Vytautas Janušaitis (21"45) Mindaugas Sadauskas (20"97) | 13 dicembre 2009 | Campionati europei    | Istanbul, Turchia       | [ 37 ] |
| 4×100 m                  | 3'16"38  |        | Squadra nazionale Rolandas Gimbutis (48"72) Saulius Binevičius (49"18) Emilis Vaitkaitis (49"27) Paulius Viktoravičius (49"21)   | 5 aprile 2006    | Campionati mondiali   | Shanghai, Cina          | [ 38 ] |
| 4×200 m                  | 7'03"39  | b      | Squadra nazionale Danas Rapšys (1'40"95) Deividas Margevičius (1'45"75) Andrius Šidlauskas (1'49"36) Tadas Duškinas (1'47"33)    | 14 dicembre 2018 | Campionati mondiali   | Hangzhou, Cina          |        |
| Staffette miste          |          |        | |                  |                       |                         |        |
| 4×50 m                   | 1'33"93  |        | Squadra nazionale Danas Rapšys (23"96) Giedrius Titenis (25"80) Deividas Margevičius (22"98) Mindaugas Sadauskas (21"19)         | 6 dicembre 2015  | Campionati europei    | Netanya, Israele        | [ 39 ] |
| 4×100 m                  | 3'24"51  |        | Squadra nazionale Danas Rapšys (51"44) Andrius Šidlauskas (57"14) Deividas Margevičius (50"01) Simonas Bilis (45"92)             | 16 dicembre 2018 | Campionati mondiali   | Hangzhou, Cina          |        |

Legenda:  - Record del mondo;  - Record europeo;

Record non ottenuti in finale: (b) - batteria; (sf) - semifinale; (s) - staffetta prima frazione.

### Donne
| Gara                     | Tempo    | +               | Atleta | Data             | Evento                          | Luogo                  | Ref    |
| ------------------------ | -------- | --------------- | --- | ---------------- | ------------------------------- | ---------------------- | ------ |
| Stile libero             |          |                 | |                  |                                 |                        |        |
| 50 m                     | 24"32    |                 | Rūta Meilutytė | 18 dicembre 2021 | Campionati lituani              | Klaipėda, Lituania     | [ 40 ] |
| 100 m                    | 53"54    | b               | Rūta Meilutytė | 13 dicembre 2012 | Campionati mondiali             | Istanbul, Turchia      | [ 41 ] |
| 200 m                    | 1'59"07  |                 | Sylvia Statkevicius | 12 novembre 2023 | Campionati canadesi             | Etobicoke, Canada      | [ 42 ] |
| 400 m                    | 4'11"25  |                 | Jūratė Ščerbinskaitė | 20 dicembre 2013 | Campionati lituani              | Anykščiai, Lituania    | [ 43 ] |
| 800 m                    | 8'43"50  |                 | Jūratė Ščerbinskaitė | 7 dicembre 2013  | Campionati regionali ASA        | Millfield, Regno Unito | [ 44 ] |
| 1500 m                   | 17'41"48 |                 | Erika Pašakinskaitė | 28 gennaio 2022  | Campionati dell'Essex giovanili | Basildon, Regno Unito  |        |
| Dorso                    |          |                 | |                  |                                 |                        |        |
| 50 m                     | 27"91    |                 | Ugnė Mažutaitytė | 20 dicembre 2019 | Campionati lituani              | Anykščiai, Lituania    |        |
| 100 m                    | 59"73    |                 | Ugnė Mažutaitytė | 19 dicembre 2019 | Campionati lituani              | Anykščiai, Lituania    |        |
| 200 m                    | 2'07"29  |                 | Ugnė Mažutaitytė | 21 dicembre 2019 | Campionati lituani              | Anykščiai, Lituania    |        |
| Rana                     |          |                 | |                  |                                 |                        |        |
| 50 m                     | 28"81    | sf              | Rūta Meilutytė | 3 dicembre 2014  | Campionati mondiali             | Doha, Qatar            | [ 45 ] |
| 100 m                    | 1'02"36  | Record mondiale | Rūta Meilutytė | 12 ottobre 2013  | Coppa del Mondo                 | Mosca, Russia          | [ 46 ] |
| 200 m                    | 2'20"94  |                 | Kotryna Teterevkova | 5 novembre 2021  | Campionati europei              | Kazan', Russia         |        |
| Farfalla                 |          |                 | |                  |                                 |                        |        |
| 50 m                     | 26"62    |                 | Rūta Meilutytė | 20 dicembre 2013 | Campionati lituani              | Anykščiai, Lituania    | [ 47 ] |
| 100 m                    | 1'00"77  |                 | Giedrė Grigonytė | 6 maggio 2011    | Sprint Festival                 | Anykščiai, Lituania    |        |
| 200 m                    | 2'16"25  |                 | Erika Pašakinskaitė | 3 dicembre 2021  | Campionati inglesi invernali    | Sheffield, Regno Unito |        |
| Misti                    |          |                 | |                  |                                 |                        |        |
| 100 m                    | 57"68    |                 | Rūta Meilutytė | 14 dicembre 2013 | Campionati europei              | Herning, Danimarca     | [ 48 ] |
| 200 m                    | 2'09"55  |                 | Rūta Meilutytė | 22 dicembre 2012 | Campionati lituani              | Anykščiai, Lituania    | [ 49 ] |
| 400 m                    | 4'49"08  |                 | Kotryna Teterevkova | 21 novembre 2021 | International Swimming League   | Eindhoven, Paesi Bassi |        |
| Staffette a stile libero |          |                 | |                  |                                 |                        |        |
| 4×50 m                   | 1'46"36  |                 | Squadra nazionale Vaiva Gimbutytė (26"85) Vaiva Štaraitė (26"80) Beatričė Kanapienytė (26"81) Diana Jarusevičiūtė (25"90)             | 17 luglio 2014   | Open di Bielorussia             | Brėst, Bielorussia     |        |
| 4×100 m                  | 3'49"72  |                 | Squadra nazionale Smiltė Plytnykaitė (55"51) Gintarė Cerniauskaitė (59"72) Patricija Kondraskaitė (57"24) Amelija Murenaitė (57"25)   | 3 dicembre 2021  | Campionati lituani              | Klaipėda, Lituania     |        |
| 4×200 m                  | 8'29"79  |                 | Squadra nazionale Haide Nikelis (2'05"51) Patricija Kondraskaitė (2'06"24) Auste Backeviciutė (2'09"21) Gabija Gailiusytė (2'08"83)   | 3 dicembre 2021  | Campionati nordici              | Upplands Väsby, Svezia |        |
| Staffette miste          |          |                 | |                  |                                 |                        |        |
| 4×50 m                   | 1'56"56  |                 | Squadra nazionale Meda Kulbačiauskaitė (30"26) Agnė Šeleikaitė (32"56) Beatričė Kanapienytė (27"62) Diana Jaruševičiūtė (26"12)       | 11 novembre 2016 | Coppa del nuoto lituana         | Anykščiai, Lituania    | [ 50 ] |
| 4×100 m                  | 4'13"88  |                 | Squadra nazionale Meda Kulbačiauskaitė (1'04"99) Agnė Šeleikaitė (1'10"40) Beatričė Kanapienytė (1'01"15) Diana Jaruševičiūtė (57"34) | 16 dicembre 2016 | Campionati lituani              | Anykščiai, Lituania    | [ 51 ] |

Legenda:  - Record del mondo;  - Record europeo;

Record non ottenuti in finale: (b) - batteria; (sf) - semifinale; (s) - staffetta prima frazione.

### Mista
| Gara                     | Tempo   | + | Atleta | Data             | Evento                  | Luogo               | Ref |
| ------------------------ | ------- | - | --- | ---------------- | ----------------------- | ------------------- | --- |
| Staffetta a stile libero |         |   | |                  |                         |                     |     |
| 4x50 m                   | 1'38"00 |   | Vilniaus MSC Ugnius Kamandulis (23"50) Paulius Konstantinov (23"57) Smilte Plytnykaitė (25"43) Amelija Murenaitė (25"50) | 13 novembre 2021 | Coppa lituana del nuoto | Vilnius, Lituania   |     |
| Staffetta mista          |         |   | |                  |                         |                     |     |
| 4x50 m                   | 1'46"16 |   | Kauno PM Gytis Stankevicius (25"61) Agne Seleikaitė (30"82) Tadas Duškinas (22"84) Meda Kulbaciauskaitė (26"89)          | 9 novembre 2018  | Coppa lituana del nuoto | Anykščiai, Lituania |     |

Legenda:  - Record del mondo;  - Record europeo;

Record non ottenuti in finale: (b) - batteria; (sf) - semifinale; (s) - staffetta prima frazione.